# Ligeophila stigmatoptera
Ligeophila stigmatoptera är en orkidéart som först beskrevs av Heinrich Gustav Reichenbach, och fick sitt nu gällande namn av Leslie Andrew Garay. Ligeophila stigmatoptera ingår i släktet Ligeophila och familjen orkidéer. Inga underarter finns listade i Catalogue of Life.